# Fujimori Riho
Fujimori Riho (藤森 里穂 (Đằng-Sâm Lý-Tuệ) 3 tháng 12 năm 1996 –) là một nữ diễn viên khiêu dâm người Nhật Bản. Cô thuộc về công ti NAX Promotion (New Actor eXperience).

## Sự nghiệp
Cô ra mắt ngành phim khiêu dâm vào năm 2014. Sau khi tạm dừng hoạt động một thời gian, cô đã hoàn toàn trở lại làm nữ diễn viên khiêu dâm. Cô đã trở lại ngành dưới tên Fujimori Riho vào năm 2019. Công ti chủ quản tại thời điểm đó là All Pro.
30/11/2021, cô đã được đề cử bởi AV King và đã nhận giải Valuable Actress of AV King của Giải thưởng truyền hình phim khiêu dâm Sky PerfecTV!.
2/5/2022, cô trở thành nữ diễn viên độc quyền của nhãn phim SOD Rei của SOD Create.
9/5/2023, cô đã trở nên nổi tiếng khi phát biểu về các sản phẩm với chữ kí của chính cô được bán lại rằng "Những người bán chúng là đồ ngốc" và "Những người mua chúng là đồ ngốc".
1/9/2023, cô trở thành nữ diễn viên độc quyền của hãng Honnaka và OPPAI với công ti chủ quản là NAX Promotion (New Actor eXperience).
4/10/2023, số người theo dõi cô trên chỉ trên 1 tài khoản mạng xã hội đạt 700 nghìn.